# Ali Attoui
Ali Attoui (Annaba, Argelia francesa, 21 de enero de 1942) es un exfutbolista y entrenador de fútbol de Argelia que jugó en la posición de defensa.

## Carrera

### Club
| Periodo   | Club         |
| --------- | ------------ |
| 1961–1962 | AS Bône      |
| 1962–1964 | JBAC Bône    |
| 1964–1976 | Hamra Annaba |

### Selección nacional
Jugó para Argelia en 34 ocasiones de 1965 a 1971, participó en los Juegos Mediterráneos de 1967 y la Copa Africana de Naciones 1968.

### Entrenador
| Periodo   | Club         |
| --------- | ------------ |
| 1975-1976 | Hamra Annaba |
| 1978-1980 | SOC Annaba   |
| 1980-1981 | CRB Annaba   |
| 1983-1990 | USM Annaba   |

## Logros
- Copa de Argelia (1): 1972
- Championnat National de Première Division 2 (1): 1970/71